# ديفيد رانكين (رسام)
ديفيد رانكين (بالإنجليزية: David Rankin)‏ هو رسام أسترالي، ولد في 1946 في بليموث في المملكة المتحدة.